# Leonardo Burián
Leonardo Fabián Burián Castro (Melo, Cerro Largo, Uruguay, 21 de enero de 1984) es un exfutbolista uruguayo. Jugaba como arquero y su último club fue el Club Social y Deportivo Cooper de la tercera división de Uruguay.

## Trayectoria

### Nacional
Sus primeros años en el fútbol los dio en el Club Nacional de Football donde no pudo ser titular debido a su poca experiencia y a los excelentes partidos que tenía Sebastián Viera. Luego se consolidó por varios años en Nacional, ganando varios Campeonatos Uruguayo y participando en la Copa Libertadores 2009 donde llegó hasta semifinales, siendo eliminado por Estudiantes de la Plata, alternando en ese torneo con Rodrigo Muñoz quien disputó casi todos los partidos. También fue el hapitual suplente de Muñoz en la Copa Libertadores 2010 donde perdieron en octavos de final contra Cruzeiro. Luego de la partida de Muñoz a Paraguay, el cachorro fue titular en toda la Copa Libertadores 2012.
En el 2014 tras la llegada de Gustavo Munúa a Nacional y debido a las pocas posibilidades, fue enviado a préstamo a Juventud Las Piedras para ayudarlo a salvarse del descenso, objetivo que a final se consiguió.

### Deportes Tolima
Fue enviado a préstamo nuevamente a Deportes Tolima, siendo una de las principales figuras, logrando clasificar a la Copa Sudamericana 2015. Además de ser campeón de la Copa Colombia 2014.

### Montevideo Wanderers
Luego de quedar libre, fichó como libre con el Montevideo Wanderers, siendo refuerzo por la Copa Libertadores 2015 donde clasificó hasta octavos de final, también jugó la Copa Sudamericana 2016 donde volvió a llegar a octavos de final, siendo la figura de su equipo, no recibiendo ningún gol.

### Jaguares de Chiapas
Luego de ser considerado como uno de los mejores porteros del medio uruguayo, muchos medios peruanos aseguraban un posible acercamiento con Sporting Cristal, finalmente no se dio y migró a Jaguares de Chiapas. Con este club perdió la categoría.

### Godoy Cruz de Mendoza
Tras la partida de Rodrigo Rey a Grecia, el entrenador uruguayo Mauricio Larriera pidió a su compatriota para reforzar el arco del tomba de cara a los octavos de final de la Copa Libertadores 2017 y el Torneo Argentino.

### C. A. Colon
En junio de 2018 se convierte en nuevo refuerzo del sabalero, tras la ida de "Dida" Domínguez.
Con la que juega 2 campeonatos internacionales, la Copa Sudamericana 2018, y la Copa Sudamericana 2019, en la cual llegaría a la final.
En el año del 2021, Sale Campeón como una de las figuras de la Liga Profesional Argentina.

## Clubes

### Estadísticas
Actualizado al 23 de abril de 2025.
| Club                           | Temporada           | Div.                | Liga | Liga | Copas nacionales | Copas nacionales | Copas internacionales | Copas internacionales | Total | Total |
| Club                           | Temporada           | Div.                | PJ   | GR   | PJ               | GR               | PJ                    | GR                    | PJ    | GR    |
| ------------------------------ | ------------------- | ------------------- | ---- | ---- | ---------------- | ---------------- | --------------------- | --------------------- | ----- | ----- |
| Nacional · Uruguay             | 2004-05             | 1.ª                 | ?    | ?    | -                | -                | -                     | -                     | ?     | ?     |
| Nacional · Uruguay             | 2005-06             | 1.ª                 | ?    | ?    | -                | -                | -                     | -                     | ?     | ?     |
| Nacional · Uruguay             | Total               | Total               | 12   | 0    | -                | -                | -                     | -                     | 12    | 0     |
| Bella Vista · Uruguay          | 2006-07             | 1.ª                 | 30   | 0    | -                | -                | -                     | -                     | 30    | 0     |
| Bella Vista · Uruguay          | Total               | Total               | 30   | 0    | -                | -                | -                     | -                     | 30    | 0     |
| Nacional · Uruguay             | 2007-08             | 1.ª                 | 0    | 0    | -                | -                | -                     | -                     | 0     | -0    |
| Nacional · Uruguay             | 2008-09             | 1.ª                 | 0    | -0   | -                | -                | 1                     | -0                    | 1     | -0    |
| Nacional · Uruguay             | 2009-10             | 1.ª                 | 3    | -4   | -                | -                | -                     | -                     | 3     | -4    |
| Nacional · Uruguay             | 2010-11             | 1.ª                 | 8    | -9   | -                | -                | 4                     | -3                    | 12    | -12   |
| Nacional · Uruguay             | 2011-12             | 1.ª                 | 12   | -17  | -                | -                | 5                     | -6                    | 17    | -23   |
| Nacional · Uruguay             | 2012-13             | 1.ª                 | 1    | -0   | -                | -                | 1                     | -1                    | 2     | -1    |
| Nacional · Uruguay             | 2013-14             | 1.ª                 | 1    | -0   | -                | -                | -                     | -                     | 1     | -0    |
| Nacional · Uruguay             | Total               | Total               | 25   | -30  | -                | -                | 11                    | -10                   | 36    | -40   |
| Juventud Las Piedras · Uruguay | 2013-14             | 1.ª                 | 7    | -9   | -                | -                | -                     | -                     | 7     | -9    |
| Juventud Las Piedras · Uruguay | Total               | Total               | 7    | -9   | -                | -                | -                     | -                     | 7     | -9    |
| Deportes Tolima · Colombia     | 2014                | 1.ª                 | 24   | -34  | 12               | -12              | -                     | -                     | 36    | -46   |
| Deportes Tolima · Colombia     | Total               | Total               | 24   | -34  | 12               | -12              | -                     | -                     | 36    | -46   |
| Montevideo Wanderers · Uruguay | 2014-15             | 1.ª                 | 12   | -15  | -                | -                | 6                     | -8                    | 18    | -23   |
| Montevideo Wanderers · Uruguay | 2015-16             | 1.ª                 | 30   | -36  | -                | -                | 7                     | -0                    | 37    | -36   |
| Montevideo Wanderers · Uruguay | 2016                | 1.ª                 | 15   | -14  | -                | -                | -                     | -                     | 15    | -14   |
| Montevideo Wanderers · Uruguay | Total               | Total               | 57   | -65  | -                | -                | 12                    | -8                    | 70    | -73   |
| Jaguares de Chiapas · México   | 2016-17             | 1.ª                 | 0    | 0    | 5                | -8               | -                     | -                     | 5     | -8    |
| Jaguares de Chiapas · México   | Total               | Total               | 0    | 0    | 5                | -8               | -                     | -                     | 5     | -8    |
| Godoy Cruz Argentina           | 2017-18             | 1.ª                 | 27   | -24  | 3                | -5               | 1                     | -2                    | 31    | -31   |
| Godoy Cruz Argentina           | Total               | Total               | 27   | -24  | 3                | -5               | 1                     | -2                    | 31    | -31   |
| Colón Argentina                | 2018-19             | 1.ª                 | 25   | -33  | 7                | -9               | 8                     | -4                    | 40    | -46   |
| Colón Argentina                | 2019-20 + 2020      | 1.ª                 | 22   | -37  | 16               | -15              | 6                     | -7                    | 44    | -59   |
| Colón Argentina                | 2021                | 1.ª                 | 23   | -26  | 17               | -15              | -                     | -                     | 40    | -41   |
| Colón Argentina                | 2022                | 1.ª                 | 4    | -4   | 12               | -14              | 5                     | -8                    | 21    | -26   |
| Colón Argentina                | Total               | Total               | 74   | -100 | 52               | -53              | 19                    | -19                   | 145   | -172  |
| Vélez Sarsfield Argentina      | 2022                | 1.ª                 | 12   | -12  | 1                | -2               | 1                     | -2                    | 14    | -16   |
| Vélez Sarsfield Argentina      | 2023                | 1.ª                 | 19   | -16  | 3                | -4               | -                     | -                     | 22    | -20   |
| Vélez Sarsfield Argentina      | Total               | Total               | 31   | -28  | 4                | -6               | 1                     | -2                    | 36    | -36   |
| Cooper · Uruguay               | 2024                | 2.ª                 | 11   | -9   | -                | -                | -                     | -                     | 11    | -9    |
| Cooper · Uruguay               | Total               | Total               | 11   | -9   | -                | -                | -                     | -                     | 11    | -9    |
| Total en su carrera            | Total en su carrera | Total en su carrera | 298  | 0    | 76               | 0                | 44                    | 0                     | 388   | 0     |

## Palmarés

### Campeonatos nacionales
| Título                    | Club            | País      | Año     |
| ------------------------- | --------------- | --------- | ------- |
| Liguilla Pre-Libertadores | Nacional        | Uruguay   | 2008    |
| Campeonato Uruguayo       | Nacional        | Uruguay   | 2008-09 |
| Campeonato Uruguayo       | Nacional        | Uruguay   | 2010-11 |
| Campeonato Uruguayo       | Nacional        | Uruguay   | 2011-12 |
| Copa Colombia             | Deportes Tolima | Colombia  | 2014    |
| Copa de la Liga           | Colón           | Argentina | 2021    |